# Graf-Adolf-Straße 11 und 15

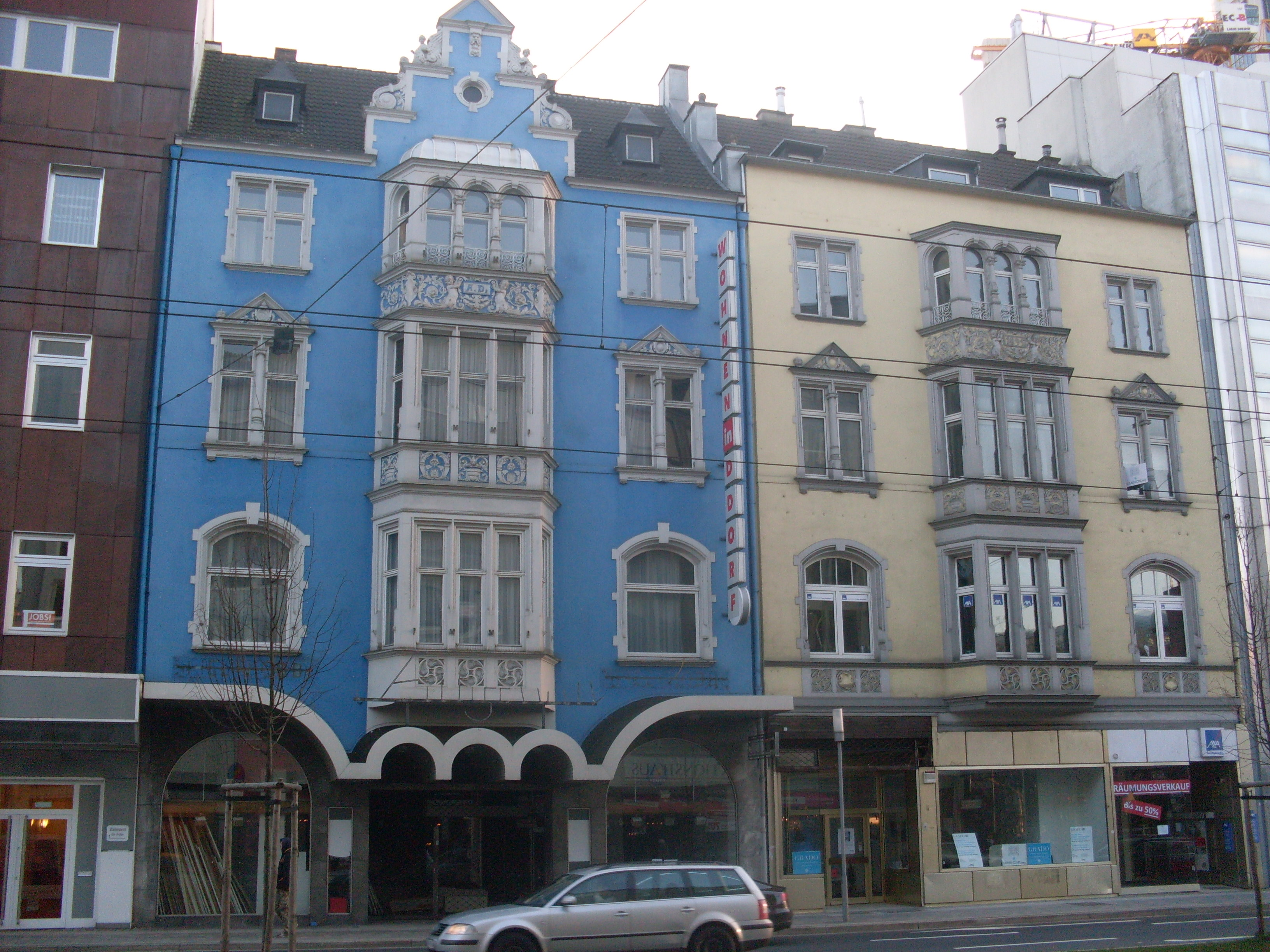
Graf-Adolf-Straße 11 und 15

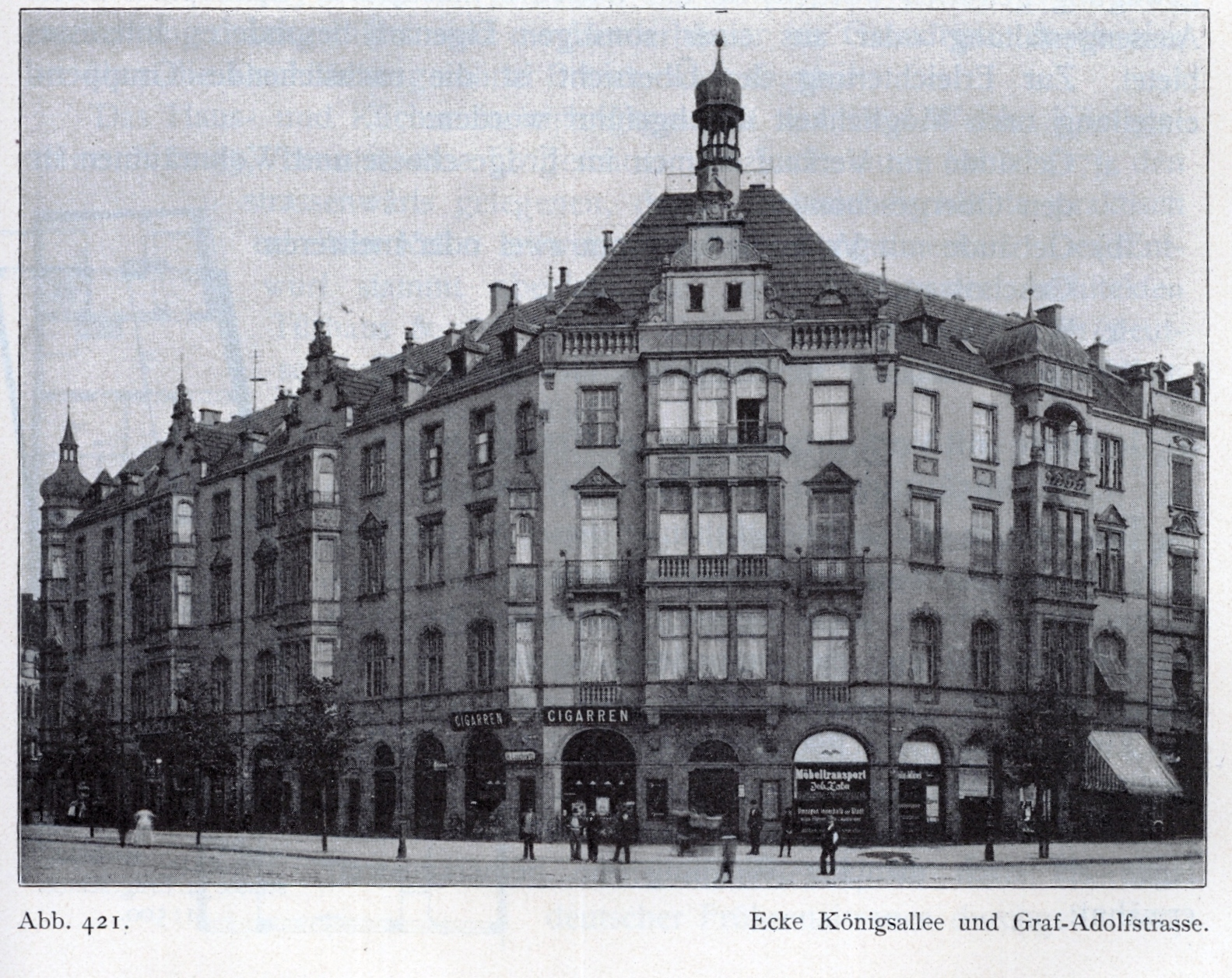
Essmann’sche Geschäftshäuser, die erhaltenen Gebäude zwischen den beiden Eckhäusern

Die Wohn- und Geschäftshäuser Graf-Adolf-Straße 11 und 15 im Stadtteil Friedrichstadt der nordrhein-westfälischen Landeshauptstadt Düsseldorf waren Teil der so genannten Essmann’schen Geschäftshäuser. Diese Baugruppe aus vier Häusern wurde 1894–1895 nach Entwurf der Berliner Architekten Heinrich Kayser und Karl von Großheim durch den Leiter ihres Düsseldorfer Zweigbüros Max Wöhler erbaut. Die Baugruppe bildete den Blockrand an der Graf-Adolf-Straße zwischen Königsallee im Westen und Hüttenstraße im Osten, sie umfasste ursprünglich die Grundstücke Graf-Adolf-Straße 9, 11 und 13 sowie Hüttenstraße 1. Die zwei erhaltenen Häuser der Baugruppe an der Graf-Adolf-Straße tragen heute die Hausnummern 11 und 15, beide wurden am 3. Mai 2010 in die Denkmalliste der Stadt in der Kategorie Wohn- und Siedlungsbauten eingetragen.

## Städtebau
Die Häuser wurden auf dem Areal der alten Düsseldorfer Kopfbahnhöfe errichtet. Die Schließung des Bergisch-Märkischen Bahnhofs und des Köln-Mindener Bahnhofs im Jahr 1891 führte zu einer grundlegenden Neugestaltung der näheren Umgebung. Dies betraf sowohl den Standort der Bahnhofsgebäude an dieser Stelle, als auch die Flächen der nun nicht mehr benötigten Gleisanlagen entlang der heutigen Graf-Adolf-Straße.

## Architektur
Die Fassaden der vier Häuser waren zwischen den gliedernden Elementen aus Werkstein verputzt. Die ehemals einheitliche Fassadengestaltung ist nicht mehr so deutlich erkennbar wie zur Bauzeit, und nur eines der beiden Häuser trägt noch den ursprünglichen Ziergiebel.
Beide Gebäude verfügen über vier Vollgeschosse und ein Dachgeschoss. Während das Erdgeschoss und in Teilen auch das darüber befindliche 1. Obergeschoss als Geschäftsräume genutzt werden, sind die darüber befindlichen Räume der Wohnnutzung vorbehalten. Letztere werden über von den Ladenräumen getrennt angelegte Treppenaufgänge erschlossen.

## Nutzung
Bauherr und längjähriger Eigentümer der Häuser war der Bauunternehmer Heinrich Eßmann, der dort weder wohnte noch sein Geschäft betrieb. Um 1909/1910 war der Unternehmer Hermann Schöndorff Mieter im Haus Graf-Adolf-Straße 9 (dem Eckhaus zur Königsallee); ob er dort wohnte oder lediglich ein Büro unterhielt, ist in den Adressbüchern nicht eindeutig vermerkt.
Seit etwa 1910 wurden die Geschäftsräume im heutigen Haus Nr. 15 durch das Spielwarengeschäft Lütgenau genutzt, das im Juni 2010 schloss. Im Januar 2011 standen die Ladenlokale in beiden Häusern leer.